# Réserve ornithologique du Teich
La réserve ornithologique du Teich (« parc ornithologique du Teich » jusqu'au 31 décembre 2012) est un espace naturel de 110 hectares aménagé pour accueillir les oiseaux sauvages, et permettre leur observation au public. Elle est située sur le bassin d'Arcachon en France dans la commune du Teich.

## Emplacement et historique
La réserve est composée de marais maritimes, lagunes,  roselières, prairies et forêts situés au fond du bassin d'Arcachon près de l'embouchure de l'Eyre. Elle a été aménagée sur des installations piscicoles créées au XVIIIe siècle. La réserve est ouverte au public depuis 1972 et est gérée par la commune du Teich avec l'assistance du parc naturel régional des Landes de Gascogne.

## Les oiseaux
La réserve, située sur le trajet des oiseaux migrateurs et proche d'un bassin maritime abrité des éléments, est fréquentée par plus de 320 espèces dont 80 nichent sur place.  
Les oiseaux migrateurs sont présents en automne et au printemps. On y trouve des populations de cigognes blanches, aigrettes, hérons ainsi que des représentants d'espèces plus rares, telles que la spatule blanche, le tadorne de Belon, etc.
Au total, 328 espèces d'oiseaux ont été signalées sur la réserve: leur liste est mise à jour de manière dynamique par les visiteurs sur le portail Faune-Aquitaine.org, mis gracieusement à disposition de la communauté naturaliste par la LPO (Ligue pour la Protection des Oiseaux). 

## Les parcours

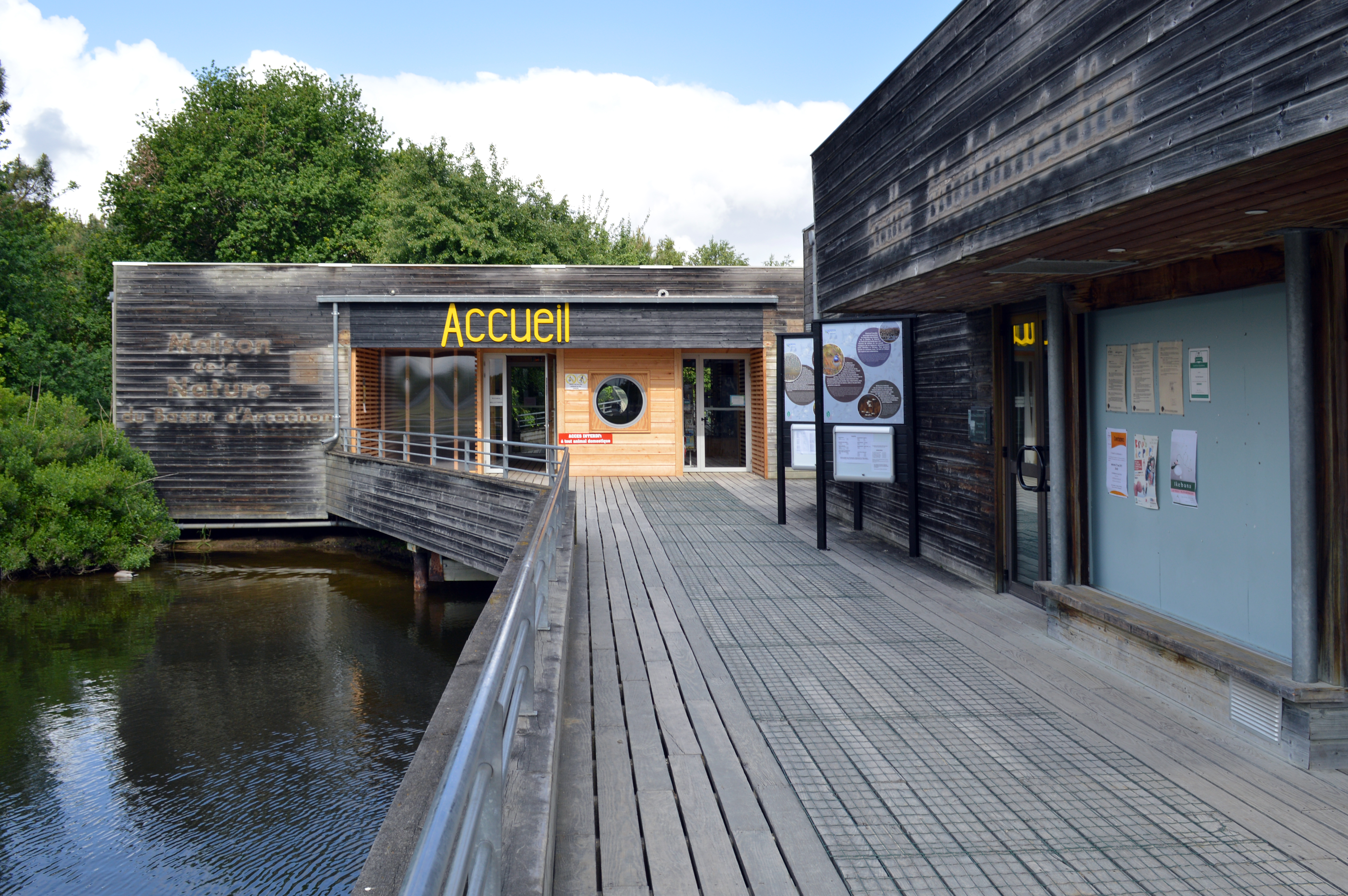
Maison de la nature.

La réserve comprend 2 parcours, qui peuvent être enchaînés, dont le plus grand forme une boucle de 6 km et comprend 20 observatoires dont quatre surélevés.